# 索科利夫 (切爾沃諾阿爾米西克區)
50°29′33″N 28°4′32″E / 50.49250°N 28.07556°E
索科利夫（烏克蘭語：Соколів）是位於烏克蘭北部日托米爾州裏日托米爾區的村莊，始建於1500年，面積2.42平方公里，海拔高度209米，2001年人口1,200，人口密度每平方公里58.76人。